# 400-е годы до н. э.
400-е (четырёхсо́тые) го́ды до на́шей э́ры по пролептическому юлианскому календарю — промежуток времени с 1 января 409 года до н. э. по 31 декабря 400 года до н. э., включающий с 409 по 401 годы 10-го десятилетия V века и 400 год 1-го десятилетия IV века 1-го тысячелетия до н. э. Им предшествовали 410-е годы до н. э., за ними следовали 390-е годы до н. э. Они закончились 2425 лет назад.

## События
- 409[1] — Консулы Гней Корнелий Косс и Луций Фурий Медуллин (2-й раз). Квесторы Квинт Фабий Вибулан, Квинт Силий, Публий Элий, Марк Пупий (первый — патриций, остальные плебеи). Плебейские трибуны: трое из рода Ицилиев.
- 409 — Первое избрание плебея квестором.
- 409 — Карфагеняне высаживают армию в Сицилии и осаждают Селин (Селинунт). Захват Селина и его разрушение. Взятие и разрушение Гимеры. Жители Гимеры основали рядом город Термае Гимеренсес.
- 409/8 — Афинский архонт-эпоним Диокл. Эфор-эпоним Спарты Арак.
- 409 — Алкивиад взял Византий.
- 409—395 — Царь Спарты Павсаний (ум. 385) из рода Агидов.

- 408 — Военные трибуны с консульской властью: Гай Юлий Юл, Публий Корнелий Косс и Гай Сервилий Агала. Диктатор (№ 12) Публий Корнелий Рутил Косс, начальник конницы Г. Сервилий Агала[2].
- 408 — Истёк срок перемирия на 400 месяцев (33 года и 4 месяца). Римляне возобновили войну с Вейями.
- 408 — 93-и Олимпийские игры. В дополнительном состязании двуконных колесниц победил Евагор элеец, а в бегах — Евбот киренец.
- 408/7 — Афинский архонт-эпоним Эвктемон. Эфор-эпоним Спарты Евархипп.
- 408 — Платон (427—347) (по отцу Аристону он был потомком царя Кодра, а по матери Периктионе был в родстве с Солоном) познакомился с Сократом и занялся философией.
- 408 — Возвращение Алкивиада в Афины.
- 408 — Кир Младший (423—401), сын Дария и Парисатиды, назначен сатрапом Азии.
- 407[3] — Военные трибуны с консульской властью Луций Фурий Медуллин (2-й раз), Гай Валерий Потит Волез (2-й раз), Нумерий Фабий Вибулан (2-й раз) и Гай Сервилий Агала (2-й раз).
- 407/6 — Афинский архонт-эпоним Антиген. Эфор-эпоним Спарты Пантакл.
- 407 — Победа наварха Спарты Лисандра над афинским флотом Алкивиада в сражении у мыса Нотия возле Эфеса.
- 407 — Младший сын Дария II Кир, управляющий малоазийскими сатрапиями, начинает оказывать щедрую поддержку Спарте.
- 407—389 — Царь Боспорского царства Сатир I. Завоевание Феодосии.
- Речь «О своём возвращении» Андокида.
- 406[4] — Военные трибуны с консульской властью Публий Корнелий Рутил Косс, Гней Корнелий Косс, Нумерий Фабий Амбуст и Луций Валерий Потит (2-й раз). Легат Гай Сервилий Агала.
- 406—396 — Осада римлянами этрусского города Вейи. Римское правительство стало впервые выдавать солдатам жалование.
- 406 — Карфагеняне захватили Акрагант. Упадок города.
- 406/405 — Афинский архонт-эпоним Каллий. Эфор-эпоним Спарты Питий.
- 406 — изгнание Алкивиада из Афин в Херсонес Фракийский. Андрос вышел из состава Афинского морского союза. Победа афинского флота над пелопоннесским в сражении у Аргинусских островов. Осуждение и казнь афинских стратегов, в том числе Перикла-младшего.
- 405[5] — Военные трибуны с консульской властью Тит Квинкций Капитолин Барбат, Квинт Квинкций Цинциннат, Гай Юлий Юл (2-й раз), Авл Манлий Вольсон Капитолин, Луций Фурий Медуллин (3-й раз) и Маний Эмилий Мамерцин (по Т. Ливию: Марк Э. М.).
- 405 — Захват карфагенянами Гелы.
- 405 (406) — Дионисий избран стратегом-автократором Сиракуз. Неудачные действия против карфагенян. Подавление мятежа всадников. Начало подготовки к новой войне с Карфагеном.
- 405—367 — Тиран Сиракуз Дионисий (ок. 430 — 367).
- 405/404 — Афинский архонт-эпоним Алексий. Эфор-эпоним Спарты Архит.
- 405 — разгром Лисандром афинского флота в устье реки Эгоспотамы. Из 180 кораблей 170 захвачено. Все пленённые моряки были казнены. Пелопоннесское сухопутное войско Агиса и Павсания и флот Лисандра блокировали Афины.
- 405 — «Лягушки» Аристофана.
- 404 год до н. э. — Пелопоннесская война закончилась поражением Афин от Спарты
- 404[6] — Военные трибуны с консульской властью Гай Валерий Потит Волез (3-й раз), Маний Сергий Фиденат (2-й раз), Публий Корнелий Малугинский (2-й раз), Гней Корнелий Косс (2-й раз), Цезон Фабий Амбуст (по Т.Ливию Квинт Ф. А. 2-й раз) и Спурий Навтий Рутил (2-й раз).
- Окончание Пелопоннесской войны и падение афинской демократии: спартанский полководец Лисандр принудил Афины к сдаче и установил в них олигархию, получившую название правления «Тридцати тиранов». В этом же году спартанские эфоры отстранили Лисандра от командования за стремление к единовластию.
- 404 — Радикальные демократы во главе с Клеофонтом предпринимают героические попытки отстоять Афины. Олигархи добиваются казни Клеофонта. Голод и болезни в Афинах. Капитуляция Афин. Вступление Лисандра в Афины.
- 404 — По мирному договору распускается Афинский союз, срыты стены Афин, Спарте передан афинский флот (кроме 12 сторожевых кораблей). Власть над Афинами переходит к правительству «тридцати тиранов» во главе с Критием (крайние) и Фераменом (умеренные). Опираясь на лаконский гарнизон во главе с Лисандром, тираны развязывают террор против демократов и простых граждан. Множество афинян бежали в Пирей, Мегары и Фивы.
- 404 — 94-е Олимпийские игры. В беге победил фессалиец Крокин.
- 404/3 — Афинский архонт-эпоним Пифодор. Эфор-эпоним Спарты Эндий.
- 404 — Гибель Алкивиада.
- В Персии к власти пришёл Артаксеркс II Мнемон.
- 404—358 — Царь Персии Артаксеркс II Мнемон. Сын Дария II.
- 404 — Падение власти персов в Египте.
- 404—399 — XXVIII династия в Египте. Фараон Амиртей.
- 404 — Кир планировал мятеж, но его планы были пресечены Тиссаферном, сатрапом Карии. Кир был прощён по просьбе Парисатиды и возвращён в Азию.
- 403[7] — Военные трибуны с консульской властью (8) Маний Эмилий Мамерцин (2-й раз) (по Титу Ливию Марк Эмилий Мамерцин), Луций Валерий Потит (3-й раз), Аппий Клавдий Красс Инрегилленсис, Марк Квинтилий Вар, Луций Юлий Юл, Марк Фурий Фуз, Марк Постумий Альбин Региллен, Марк Постумий (по Титу Ливию — вместо Марка Фурия Фуза — Марк Фурий Камилл). Цензоры Марк Фурий Камилл (ок. 445 — 365) и Марк Постумий Альбин.
- Вейяне избрали царя[8].
- Афинский архонт-эпоним Эвклид.
- Борьба Крития и Ферамена. Казнь Ферамена. Демократы во главе с Фрасибулом захватывают Пирей. Бегство тиранов в Элевсин. В Афинах правят 30 тиранов.
- Тираны обращаются за помощью к Спарте. Лисандр и наварх Либий, брат Лисандра, выступают в поход и блокируют Пирей. Эфоры и царь Павсаний опасаются усиления Лисандра. Павсаний с войском является в Аттику. Действия Лисандра приостановлены. Павсаний способствует примирению правительств Афин и Пирея. По возвращении в Спарту Павсаний привлечён к суду, но легко оправдывается.
- Дионисий разрушил сицилийский город Наксос.
- Падение Элевсинского правительства. Восстановление демократического строя в Афинах.
- Речь Лисия «Против Эратосфена».
- Распад китайского царства Цзинь на царства Вэй, Чжао и Хань (Три семьи разделили Цзинь).
- 402[9] — Военные трибуны с консульской властью Гай Сервилий Агала (3-й раз), Квинт Сервилий Фиденат, Луций Вергиний Трикост Эсквилин, Квинт Сульпиций Камерин Корнут, Авл Манлий Вольсон Капитолин (2-й раз), Маний Сергий Фиденат (2-й раз) (по Т.Ливию — Марк Сергий).
- 402 — При осаде Вей римляне терпят поражение. Досрочно избраны новые военные трибуны, вступившие в должность 1.10 (обычно в декабрьские иды).
- 402/1 — Афинский архонт-эпоним Микон.
- 402 — Агис послан принести жертву Зевсу, но элейцы не дают ему это сделать. Элейцы отклоняют ультиматум спартанцев даровать автономию подчинённым городам.
- 402 — Кир обращается за помощью к Спарте и вербует 13-тысячный отряд греческих наёмников. Победа Кира над Тиссаферном. Под предлогом экспедиции против бандитов в Писидии Кир со своей армией (100 тысяч персов и греки) двинулся из Сард на Вавилон.
- 401 — Военные трибуны с консульской властью: Луций Валерий Потит (4-й раз), Марк Фурий Камилл, Маний Эмилий Мамерцин (3-й раз) (по Т. Ливию — Марк Э.), Гней Корнелий Косс (2-й раз), Кезон Фабий Амбуст и Луций Юлий Юл[10].
- Плебейские трибуны: Гай Лацерий, Марк Акуций, Гней Требоний, Публий Кураций, Марк Метилий, Марк Минуций[10].
- Суд над Ман. Сергием и Л. Вергинием. Приговорены к штрафу в 10 000 ассов.

## Скончались
- Терамен
- Алкивиад, Афинский политик (b. c. 450 год до н. э.)
- Дарий II, император Персии